# Elecciones regionales en Norte de Santander de 2023
Las Elecciones regionales de Norte de Santander de 2023, se llevaron a cabo el 29 de octubre de 2023 en el departamento de Norte de Santander, donde fueron elegidos los siguientes cargos para un período de cuatro años contados a partir del 1.º de enero de 2024:
- Al Gobernador de Norte de Santander, quien funge como jefe administrativo del departamento.
- A los 13 diputados de la Asamblea Departamental de Norte de Santander.
- A los 40 alcaldes de cada uno de los municipios del departamento.
- A los concejales de cada uno de los municipios del departamento.

## Legislación
Según la Constitución de Colombia, pueden ejercer su derecho a sufragio los ciudadanos mayores 18 años de edad que no hagan parte de la Fuerza Pública, no estén en un proceso de interdicción, y que no hayan sido condenados. Las personas que se encuentran en centros de reclusión, tales como cárceles o reformatorios, podrán votar en los establecimientos que determine la Registraduría Nacional. La inscripción en el registro civil no es automática, el ciudadano debe dirigirse a la sede regional de la Registraduría para inscribir su identificación personal en un puesto de votación.
La Ley 136 de 1994 establece que para ser elegido alcalde se requiere ser ciudadano colombiano en ejercicio y haber nacido o ser residente del respectivo municipio o de la correspondiente área metropolitana durante un año anterior a la fecha de inscripción o durante un período mínimo de tres años consecutivos en cualquier época. El alcalde se elige por mayoría simple, sin tener en cuenta la diferencia de votos con relación a quien obtenga el segundo lugar. Sin embargo, actualmente se encuentra en trámite en el Congreso de la República un proyecto de reforma constitucional que establece la segunda vuelta para la elección del mandatario de la ciudad.
Está prohibido para los funcionarios públicos del Distrito difundir propaganda electoral a favor o en contra de cualquier partido, agrupación o movimiento político, a través de publicaciones, estaciones de televisión y de radio o imprenta pública, según la Constitución y la Ley Estatutaria de Garantías Electorales. También les está expresamente prohibido acosar, presionar, o determinar, en cualquier forma, a subalternos para que respalden alguna causa, campaña o controversia política.
Los organismos encargados de velar administrativamente por el evento son la Registraduría Nacional del Estado Civil y el Consejo Nacional Electoral.

### Voto en blanco
De acuerdo con la sentencia C-490 de 2011 de la Corte Constitucional de Colombia, que declaró la exequibilidad de la Ley 1475 (Reforma Política), el voto en blanco es «una expresión política de disentimiento, abstención o inconformidad, con efectos políticos» y agrega que «el voto en blanco constituye una valiosa expresión del disenso a través del cual se promueve la protección de la libertad del elector. Como consecuencia de este reconocimiento la Constitución le adscribe una incidencia decisiva en procesos electorales orientados a proveer cargos unipersonales y de corporaciones públicas de elección popular».

De acuerdo con el artículo 9 del Acto Legislativo 01 de 2009, en caso de victoria del voto en blanco,
"Deberá repetirse por una sola vez la votación para elegir miembros de una corporación pública, gobernador, alcalde o la primera vuelta en las elecciones presidenciales, cuando el total de los votos válidos, los votos en blanco constituyan la mayoría. Tratándose de elecciones unipersonales no podrán presentarse los mismos candidatos, mientras que en las corporaciones públicas no se podrán presentar a las nuevas elecciones las listas que no hayan alcanzado el umbral".
Según lo anterior, si en la repetición de las votaciones llegara a ganar nuevamente el voto en blanco, quedaría como ganador el candidato que alcanzó la mayoría de votos válidos en el certamen electoral. Por lo cual, se elegirá el segundo puesto en votos. La Corte Constitucional, en sentencia C-490 de 2011 declaró inexequible la norma de la Reforma Política que ordenaba repetir elecciones «cuando el voto en blanco obtenga más votos que el candidato o lista que haya sacado la mayor votación» y en consecuencia la mayoría necesaria para repetir la elección es mayoría absoluta, es decir el 50% más 1 de los votos válidos, y no mayoría simple.

## Candidatos
Los siguientes fueron los nombres de los candidatos oficiales previamente inscritos hasta el 29 de julio en la Registraduría Nacional del Estado Civil que participaron en la contienda electoral:
|  | 37.68 % |

|  | 21.28 % |

|  | 16.82 % |

|  | 6.51 % |

|  | 4.50 % |

|  | 4.32 % |

|  | 0.64 % |

|  | 0.56 % |

|  | 7.64 % |

|  | 1.58 % |

|  | 7.34 % |

## Asamblea Departamental
Las siguientes son las listas presentadas a la asamblea ordenadas por el número de votos:
|  | 20.15 % |

|  | 14.19 % |

|  | 13.18 % |

|  | 10.77 % |

|  | 9.53 % |

|  | 8.86 % |

|  | 2.50 % |

|  | 2.43 % |

|  | 1.99 % |

|  | 1.04 % |

|  | 0.98 % |

|  | 0.80 % |

|  | 0.54 % |

|  | 0.41 % |

|  | 12.55 % |

|  | 3.32 % |

|  | 11.53 % |

     – Partidos que no superaron el umbral

### Diputados electos
Los diputados electos para el periodo 2024-2027 son:
| #  | Nombre                        | Votos   | Partido                                      |
| -- | ----------------------------- | ------- | -------------------------------------------- |
| 1  | Ruby Chacón                   | 27.257  | Partido Liberal                              |
| 2  | Ariel Rodríguez               | 24.334  | Partido Liberal                              |
| 3  | Eugenio Rangel                | 15.190  | Partido Liberal                              |
| 4  | Rafael Cáceres                | 14.957  | Partido Liberal                              |
| 5  | Isabel Torrado                | 31.059  | Partido Cambio Radical Partido Político MIRA |
| 6  | Pedro Leyva                   | 21.391  | Partido Cambio Radical Partido Político MIRA |
| 7  | Milena Calderón               | 28.952  | Partido Conservador                          |
| 8  | José Gregorio Correa          | 24.359  | Partido Conservador                          |
| 9  | Laury Sánchez                 | 28.123  | Partido de la U                              |
| 10 | Diego Acevedo                 | 16.379  | Partido de la U                              |
| 11 | Edgar Andrés Pallares         | 21.010  | Alianza Verde                                |
| 12 | Juan Diego Ordóñez            | 25.863  | Centro Democrático                           |
| 13 | Diego Armando González Tolosa | 146.385 | Oposición (Los Buenos Somos Más)             |

La curul de la oposición, reservada al segundo puesto en las elecciones a gobernador, fue ratificada a nombre de Diego Armando González Tolosa, quien asumiendo el Estatuto de la Oposición (Ley 1909 de 2018), declaró lo siguiente:
Vamos a hacer una oposición crítica, vamos a darnos la pela para que órganos de corrupción como el Faro del Catatumbo no existan más en Norte de Santander y Colombia.

## Alcaldes
Los siguientes fueron los elegidos para el cargo de alcalde en los cuarenta municipios del departamento:
| Municipio             | Alcalde electo                  | Partido/Colación                                                                                     | Votos   | Porcentaje |
| --------------------- | ------------------------------- | --- | ------- | ---------- |
| Ábrego                | Huber Dario Sánchez Ortega      | Partido de la U                                                                                      | 8.809   | 51,64%     |
| Arboledas             | Álvaro Carrillo                 | Álvaro Carillo - Alcalde Partido Conservador Partido de la U Cambio Radical                          | 2.171   | 39.19%     |
| Bochalema             | Rafael Eusebio Ortiz Mora       | Ahora Sí Cambio Radical Partido Conservador Creemos Colombia Centro Democrático                      | 2.905   | 51,07%     |
| Bucarasica            | Óscar Andrés Pérez González     | Nacimos para Servir Partido de la U Gente en Movimiento Alianza Social Independiente                 | 1.416   | 43,28%     |
| Cáchira               | Herman FernandoJaime Mora       | Buenos Propósitos Partido de la U Partido Conservador                                                | 2.313   | 42,54%     |
| Cácota                | Jesús Eduardo Araque Jaimes     | Partido de la U Cambio Radical Partido Conservador Nuevo Liberalismo                                 | 913     | 46,46%     |
| Chinácota             | José Ramiro Mora Conde          | Chinácota Nos Une Partido de la U Cambio Radical Partido Liberal Creemos Colombia                    | 3.529   | 38,35%     |
| Chitagá               | Yorman SuárezHormaza            | "Chitagá Nos Une" Partido de la U Partido Liberal                                                    | 4.075   | 65,76%     |
| Convención            | Alexander BotelloLópez          | Convención Sí Vale Alianza Verde Partido Conservador                                                 | 4.883   | 53,73%     |
| Cúcuta                | Jorge Enrique Acevedo Peñaloza  | Todos Por Cúcuta                                                                                     | 89.759  | 28,47%     |
| Cucutilla             | Rodrigo HernandoParada Páez     | Coalición Unidos Construimos La Cucutilla Que Queremos Gente en Movimiento Partido Liberal           | 2.348   | 44,84%     |
| Durania               | Marlyn Yohana Márquez Rivera    | Obras Con Amor Y Servicio Social Partido de la U Partido Liberal Alianza Democrática Amplia          | 2.035   | 53,73%     |
| El Carmen             | José Reinel Contreras Yaruro    | Unidos De Corazón Para Volver A Creer                                                                | 3.954   | 53,23%     |
| El Tarra              | Eyder Robles Ortiz              | Hagamos Grande Al Tarra Partido Fuerza de la Paz Alianza Social Independiente                        | 3.260   | 33,41%     |
| El Zulia              | Elkin Caballero Ramírez         | Unidos Por El Desarrollo Partido de la U Partido Conservador                                         | 5.364   | 32,61%     |
| Gramalote             | Álvaro Cardozo Riaño            | Partido Conservador                                                                                  | 1.689   | 40,88%     |
| Hacarí                | Robeiro Muñoz Pérez             | Hacarí Nos Une                                                                                       | 3.307   | 55,54%     |
| Herrán                | Salvador Avellaneda Escobar     | Partido de la U                                                                                      | 1.144   | 44,22%     |
| La Esperanza          | Said León Higuera               | Partido Conservador                                                                                  | 4.524   | 56,59%     |
| La Playa de Belén     | Yoly Margarita Ruedas León      | Partido Conservador                                                                                  | 2.311   | 48,80%     |
| Labateca              | Uriel Darío Capacho Vera        | La Esperanza De Un Pueblo Cambio Radical Nuevo Liberalismo Creemos Colombia En marcha Alianza Verde  | 2.590   | 65,66%     |
| Los Patios            | Alexi Allende Valencia Lizcano  | Partido Liberal                                                                                      | 13.694  | 30,31%     |
| Lourdes               | Andrés Camilo Pedraza Gómez     | Salvación Nacional                                                                                   | 1.512   | 52,22%     |
| Mutiscua              | Ana Dolores Solano Mantilla     | Unidos Por Mutiscua Partido de la U Partido Liberal                                                  | 1.311   | 54,32%     |
| Ocaña                 | Emiro Cañizares Plata           | Colombia Renaciente                                                                                  | 9.835   | 17,72%     |
| Pamplona              | Klaus Faber Mogollón            | Pamplona Corazón De Todos Cambio Radical Partido La Fuerza de la Paz                                 | 6.597   | 25,55%     |
| Pamplonita            | Fabio Enrique Leal Cruz         | Más Cerca De La Gente Salvación Nacional Centro Democrático                                          | 1.049   | 29,64%     |
| Puerto Santander      | Carmen Teresa Gómez Cáceres     | Creemos Colombia                                                                                     | 2.584   | 35,57%     |
| Ragonvalia            | Carmen Alicia Chona Bautista    | Cambio Radical                                                                                       | 2.251   | 44,25%     |
| Salazar de las Palmas | Juan Carlos Baibor Rojas        | Acuerdo De Coalición Política Y Programática Partido de la U Centro Democrático Cambio Radical       | 1.981   | 31,54      |
| San Calixto           | José Luis Balmaceda Pinzón      | Con La Gente                                                                                         | 3.278   | 50,05%     |
| San Cayetano          | Wilson de Jesús Pérez Gutiérrez | Alianza Verde                                                                                        | 1.971   | 35,86%     |
| Santiago              | Danis Carlewis Ramírez Viloria  | Creemos Colombia                                                                                     | 1.068   | 45,68%     |
| Sardinata             | Diomara Montáñez Peñaranda      | Nuevas Ideas Una Historia Diferente De Sardinata Partido de la U Partido Liberal Partido Conservador | 5.806   | 49,64%     |
| Silos                 | Pedro Antonio Vera Mantilla     | Coalición Mejor Calidad De Vida Para Todos Partido Liberal Gente en Movimiento                       | 1.136   | 32,45%     |
| Teorama               | Uber Said Conde Serrano         | Colombia Humana                                                                                      | 3.130   | 36,92%     |
| Tibú                  | Richar Javier Claro Durán       | Rescatemos a Tibú Alianza Verde Partido Conservador                                                  | 6.134   | 27,76%     |
| Toledo                | Carlos Javier Prada Mogollón    | Unidos Por Toledo Partido Conservador Creemos Colombia Centro Democrático                            | 5.498   | 62,74%     |
| Villa Caro            | Jesús Amado Sepúlveda Celis     | Centro Democrático                                                                                   | 1.514   | 49,80%     |
| Villa del Rosario     | Juan Camilo Suárez Sierra       | El Camino Es Con Camilo Creemos Colombia Partido Liberal Partido Conservador Nuevo Liberalismo       | 28.740  | 54,74%     |
| Total                 | Total                           | Total                                                                                                | 761.107 | 56,94%     |